# Primo vertice della Comunità politica europea
Il primo vertice della Comunità politica europea è stato l'incontro inaugurale della Comunità politica europea tenutosi il 6 ottobre 2022 a Praga, nella Repubblica Ceca. Vi hanno partecipato i capi di Stato o di governo di quarantaquattro paesi europei. Russia e Bielorussia non sono state invitate.

## Obiettivi
Gli obiettivi dichiarati del vertice erano i seguenti:
- promuovere il dialogo politico e la cooperazione per affrontare questioni di interesse comune;
- rafforzare la sicurezza, la stabilità e la prosperità del continente europeo.

## Programma e ordine del giorno
Il vertice si è svolto il 6 ottobre 2022 ed è stato strutturato come segue:
- 12:00 - Arrivi, dichiarazioni all'ingresso e accoglienza
- 13:00 - Sessione plenaria di apertura
- 14:00 - Tavola rotonda su pace e sicurezza oppure su energia, clima e situazione economica
- 16:00 - Incontri bilaterali
- 19:30 - Sessione plenaria di chiusura
- 21:45 - Conferenza stampa

Il vertice è stato seguito da una riunione informale del Consiglio europeo che si è svolta il giorno successivo sempre al Castello di Praga.

## Partecipanti

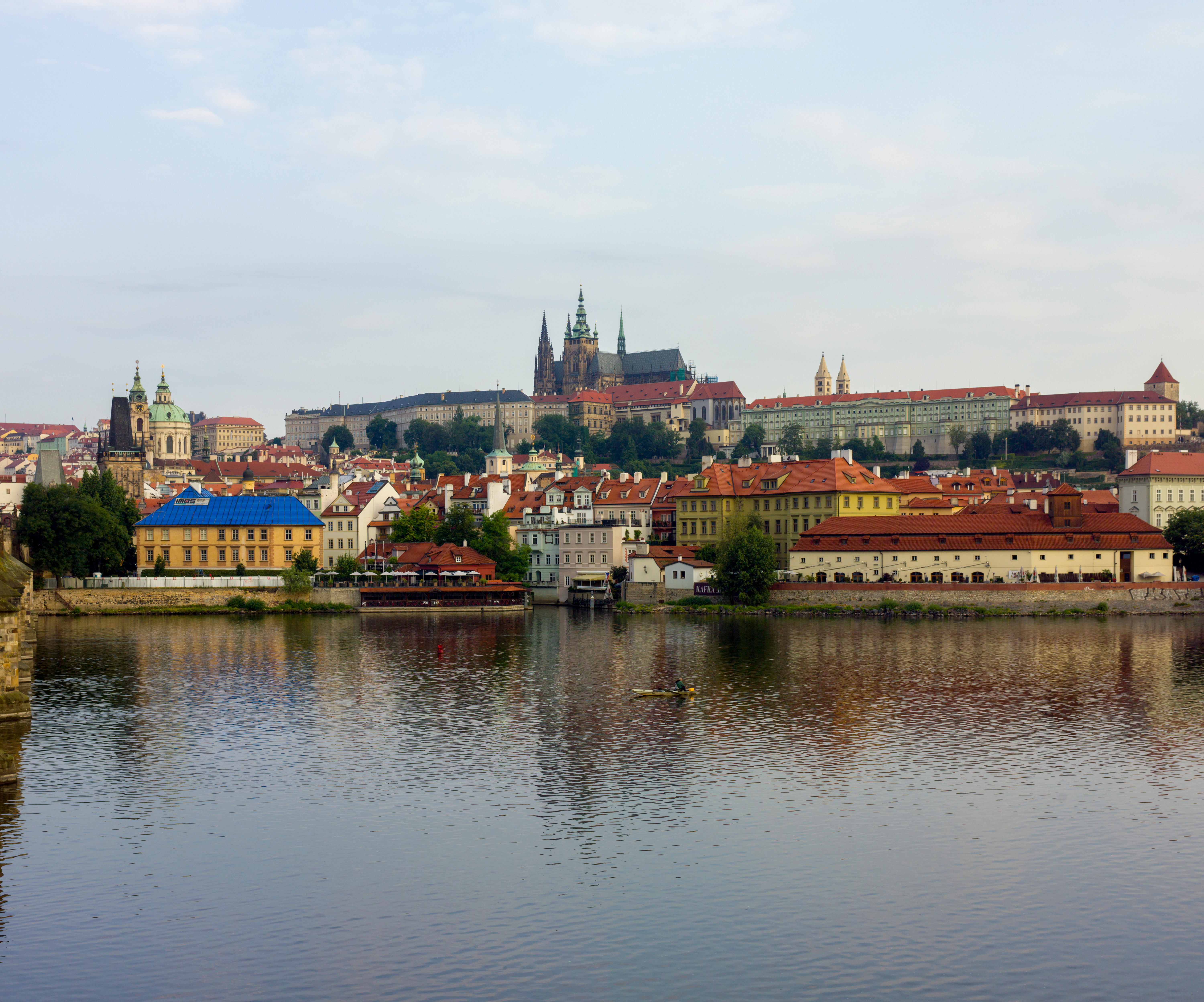
Il Castello di Praga ha ospitato il 1° vertice della CPE il 6 ottobre 2022

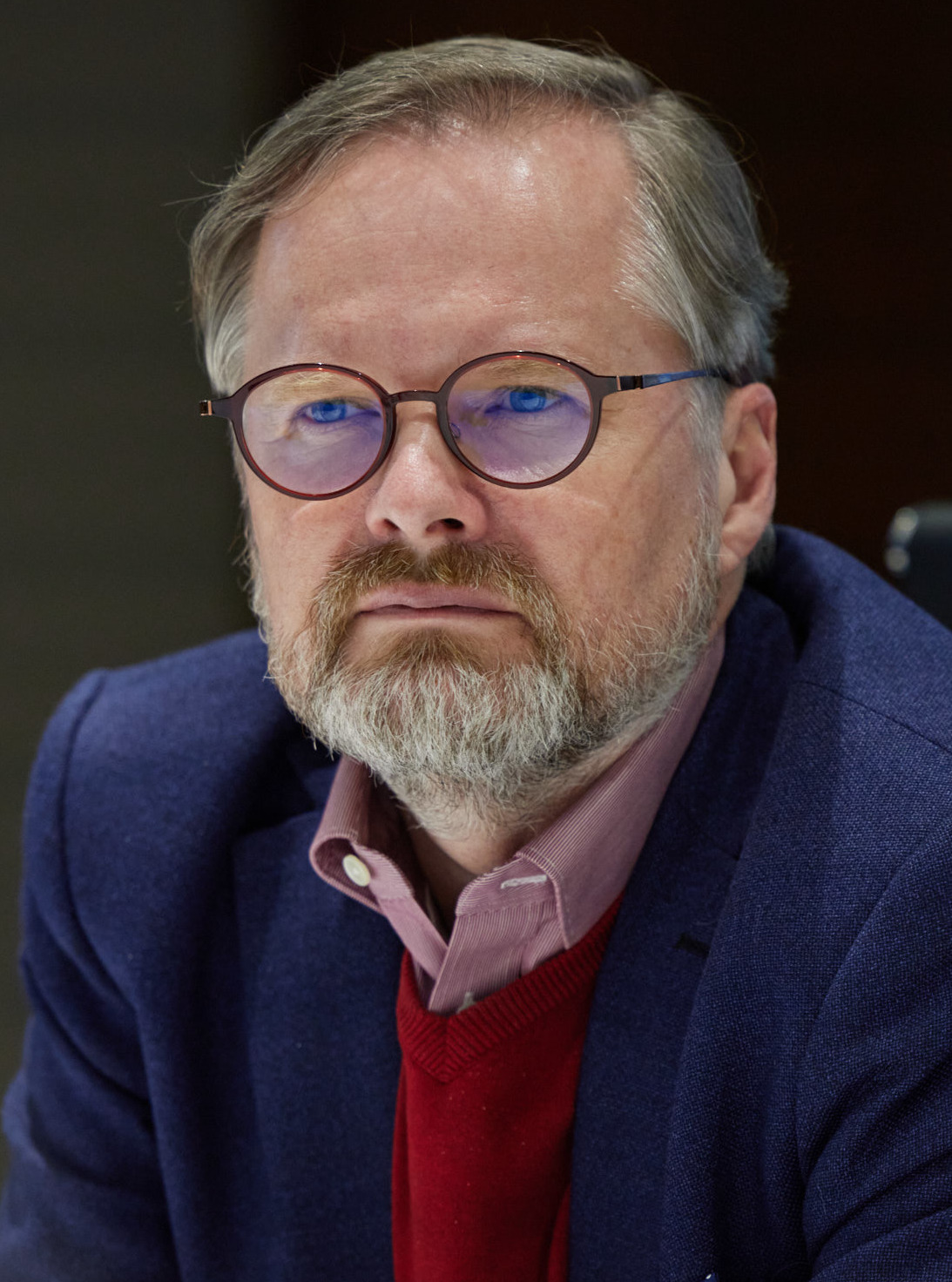
Il primo ministro ceco Petr Fiala ha presieduto le sessioni plenarie del vertice

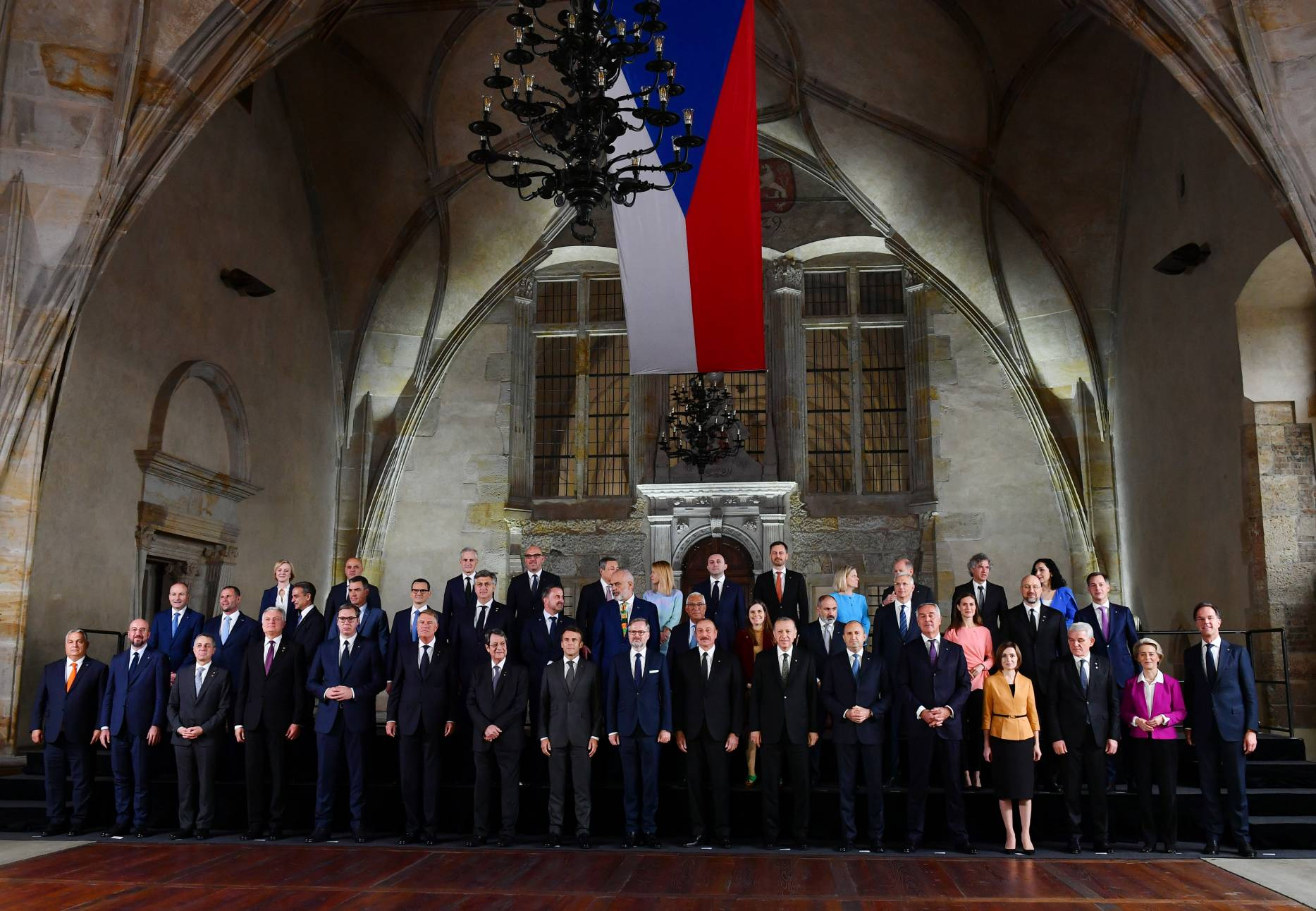
Foto di famiglia dei partecipanti al primo vertice della CPE

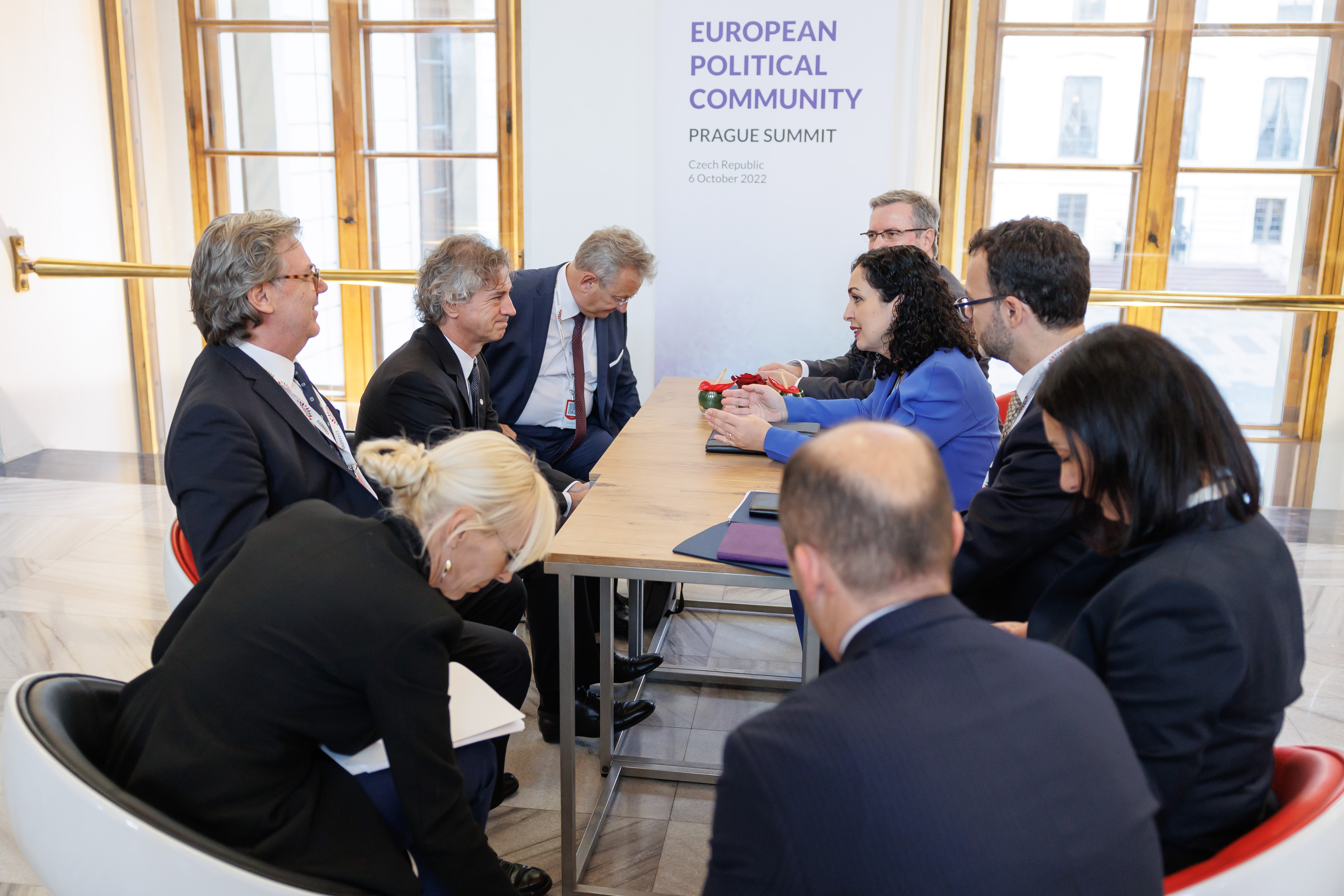
Incontri bilaterali a margine del vertice

Al vertice hanno partecipato i seguenti capi di Stato o di governo:
|  | Non-membro dell'UE |

| Stato                           | Stato                | Rappresentante                                          | Carica                                                                |
| ------------------------------- | -------------------- | ------------------------------------------------------- | --------------------------------------------------------------------- |
| Albania (bandiera)              | Albania              | Edi Rama                                                | Primo ministro                                                        |
| Armenia (bandiera)              | Armenia              | Nikol Pashinyan                                         | Primo ministro                                                        |
| Austria (bandiera)              | Austria              | Karl Nehammer                                           | Cancelliere federale                                                  |
| Azerbaigian (bandiera)          | Azerbaigian          | İlham Əliyev                                            | Presidente                                                            |
| Belgio (bandiera)               | Belgio               | Alexander De Croo                                       | Primo ministro                                                        |
| Bosnia ed Erzegovina (bandiera) | Bosnia ed Erzegovina | Šefik Džaferović                                        | Presidente della Presidenza                                           |
| Bulgaria (bandiera)             | Bulgaria             | Rumen Radev                                             | Presidente                                                            |
| Cipro (bandiera)                | Cipro                | Nikos Anastasiadīs                                      | Presidente                                                            |
| Croazia (bandiera)              | Croazia              | Andrej Plenković                                        | Presidente del Governo                                                |
| Danimarca (bandiera)            | Danimarca            | Mette Frederiksen                                       | Ministro di Stato                                                     |
| Estonia (bandiera)              | Estonia              | Kaja Kallas                                             | Ministro capo                                                         |
| Finlandia (bandiera)            | Finlandia            | Sanna Marin                                             | Ministro capo                                                         |
| Francia (bandiera)              | Francia              | Emmanuel Macron                                         | Presidente                                                            |
| Georgia (bandiera)              | Georgia              | Irak'li Gharibashvili                                   | Primo ministro                                                        |
| Germania (bandiera)             | Germania             | Olaf Scholz                                             | Cancelliere federale                                                  |
| Grecia (bandiera)               | Grecia               | Kyriakos Mītsotakīs                                     | Primo ministro                                                        |
| Irlanda (bandiera)              | Irlanda              | Micheál Martin                                          | Taoiseach                                                             |
| Islanda (bandiera)              | Islanda              | Katrín Jakobsdóttir                                     | Primo ministro                                                        |
| Italia (bandiera)               | Italia               | Mario Draghi                                            | Presidente del Consiglio dei ministri                                 |
| Kosovo (bandiera)               | Kosovo               | Vjosa Osmani                                            | Presidente                                                            |
| Lettonia (bandiera)             | Lettonia             | Arturs Krišjānis Kariņš                                 | Ministro presidente                                                   |
| Liechtenstein (bandiera)        | Liechtenstein        | Daniel Risch                                            | Capo del governo                                                      |
| Lituania (bandiera)             | Lituania             | Gitanas Nausėda                                         | Presidente                                                            |
| Lussemburgo (bandiera)          | Lussemburgo          | Xavier Bettel                                           | Primo ministro                                                        |
| Macedonia del Nord (bandiera)   | Macedonia del Nord   | Dimitar Kovačevski                                      | Presidente del Governo                                                |
| Malta (bandiera)                | Malta                | Robert Abela                                            | Primo ministro                                                        |
| Moldavia (bandiera)             | Moldavia             | Maia Sandu                                              | Presidente                                                            |
| Montenegro (bandiera)           | Montenegro           | Milo Đukanović                                          | Presidente                                                            |
| Norvegia (bandiera)             | Norvegia             | Jonas Gahr Støre                                        | Ministro di Stato                                                     |
| Paesi Bassi (bandiera)          | Paesi Bassi          | Mark Rutte                                              | Ministro-presidente                                                   |
| Polonia (bandiera)              | Polonia              | Mateusz Morawiecki                                      | Presidente del Consiglio dei ministri                                 |
| Portogallo (bandiera)           | Portogallo           | António Costa                                           | Primo ministro                                                        |
| Regno Unito (bandiera)          | Regno Unito          | Liz Truss                                               | Primo ministro                                                        |
| Rep. Ceca (bandiera)            | Repubblica Ceca      | Petr Fiala                                              | Presidente del Governo                                                |
| Romania (bandiera)              | Romania              | Klaus Iohannis                                          | Presidente                                                            |
| Serbia (bandiera)               | Serbia               | Aleksandar Vučić                                        | Presidente                                                            |
| Slovacchia (bandiera)           | Slovacchia           | Eduard Heger                                            | Presidente del Governo                                                |
| Slovenia (bandiera)             | Slovenia             | Robert Golob                                            | Presidente del Governo                                                |
| Spagna (bandiera)               | Spagna               | Pedro Sánchez                                           | Presidente del Governo                                                |
| Svezia (bandiera)               | Svezia               | Magdalena Andersson                                     | Ministro di Stato                                                     |
| Svizzera (bandiera)             | Svizzera             | Ignazio Cassis                                          | Presidente                                                            |
| Turchia (bandiera)              | Turchia              | Recep Tayyip Erdoğan                                    | Presidente                                                            |
| Ucraina (bandiera)              | Ucraina              | Volodymyr Zelens'kyj (in videoconferenza) Denys Šmyhal' | Presidente Primo ministro                                             |
| Ungheria (bandiera)             | Ungheria             | Viktor Orbán                                            | Ministro presidente                                                   |
| Europa (bandiera)               | Unione europea       | Ursula von der Leyen Charles Michel                     | Presidente della Commissione europea Presidente del Consiglio europeo |

## Risultati

### Vertici futuri
Secondo un comunicato stampa diffuso dopo il vertice, il fulcro delle discussioni è stato la sicurezza, l'invasione russa dell'Ucraina del 2022 e la crisi energetica in corso in Europa. È stato inoltre concordato che il vertice successivo si sarebbe tenuto nella primavera del 2023 in Moldavia; argomenti del vertice sarebbero stati la messa in sicurezza di infrastrutture chiave come condutture, cavi e satelliti, l'intensificazione della lotta contro gli attacchi informatici, la creazione di un fondo di sostegno per l'Ucraina, l'elaborazione di una politica energetica comune paneuropea e la possibilità di aumentare gli scambi tra università e studenti nel continente.

### Relazioni Armenia-Azerbaigian
Al vertice il primo ministro armeno Nikol Pashinyan e il presidente azero İlham Əliyev si sono incontrati nel tentativo di risolvere il lungo conflitto del Nagorno-Karabakh e la recente crisi al confine tra Armenia e Azerbaigian. A seguito dell'incontro le due parti hanno ribadito il loro impegno a sostenere lo Statuto delle Nazioni Unite e i Protocolli di Alma-Ata, attraverso i quali riconoscono reciprocamente l'integrità territoriale e la sovranità. Hanno inoltre concordato il dispiegamento di una missione guidata dall'Unione europea sul lato armeno del loro confine condiviso per un periodo di due mesi, a partire dall'ottobre 2022, al fine di rafforzare la fiducia e contribuire al processo di demarcazione delle frontiere. Questa missione ha successivamente portato allo spiegamento di una missione dell'Unione europea a più lungo termine in Armenia.

### Regno Unito
Al vertice il Regno Unito ha accettato di impegnarsi nuovamente nella Cooperazione energetica del Mare del Nord (NSEC) che aveva precedentemente lasciato nel gennaio 2020. In occasione di un evento a margine, il primo ministro britannico Liz Truss si è impegnata ad aderire alla cooperazione strutturata permanente (PESCO) e al suo programma di mobilità militare. Il vertice ha anche portato a un ripristino delle relazioni tra Regno Unito e Francia: durante i colloqui bilaterali Liz Truss e il presidente francese Emmanuel Macron hanno ribadito i legami forti e storici tra i loro due paesi e hanno concordato di tenere un vertice Regno Unito-Francia nel 2023. Prima del vertice Truss aveva dichiarato che "la giuria era fuori" sul fatto che Macron fosse un amico o un nemico, tuttavia durante il vertice Truss ha definito Macron un amico.

### Politica giovanile comune
Al vertice i leader di Albania, Serbia e Repubblica d'Irlanda hanno suggerito l'idea di avere una politica universitaria molto più integrata a livello continentale.